# Superwirbel
 (août 2025).
Si vous disposez d'ouvrages ou d'articles de référence ou si vous connaissez des sites web de qualité traitant du thème abordé ici, merci de compléter l'article en donnant les références utiles à sa vérifiabilité et en les liant à la section « Notes et références ».
Superwirbel sont des montagnes russes assises situées à Holiday Park, près de Haßloch en Allemagne. Elles sont construites par la société Vekoma et sont ouvertes en 1979. Ce sont les premières montagnes russes du parc et les premières montagnes russes à inversions d'Allemagne.

## Description
L'attraction est du modèle Corkscrew with Bayerncurve de Vekoma. Actuellement, il en existe 5 au monde. Les deux inversions du parcours sont deux tire-bouchons (double corkscrew). L'attraction a fermé définitivement le 31 octobre 2013 et a été démontée.

## Trains
Superwirbel a deux trains de six wagons. Les passagers sont placés par deux sur deux rangs pour un total de 24 passagers par train. En 2003, les trains d'origine construits par Arrow Dynamics ont été remplacés par des trains de Vekoma.

## Records
En 1982, l'américain Richard Rodriguez y a battu un record du monde en restant dans l'attraction pendant 328 heures consécutivement. En 2003, il bat à nouveau un record du monde : pendant 49 jours, il était sur Expedition GeForce le jour et sur Superwirbel la nuit.